# (2584) Туркмения
(2584) Туркмения (лат. Turkmenia) — типичный астероид главного пояса, который был открыт 23 марта 1979 года советским астрономом Николаем Черных в Крымской обсерватории и назван в честь Туркмении, государства в Центральной Азии.

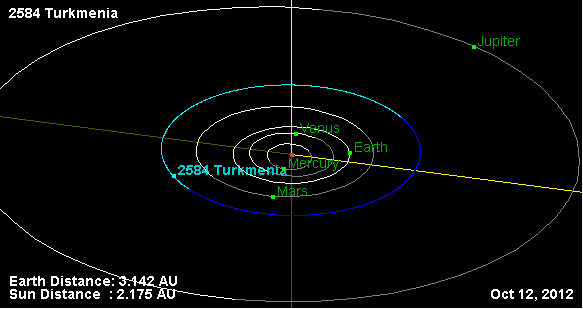
Орбита астероида Туркмения и его положение в Солнечной системе